# 土庄町立豊島小学校
土庄町立豊島小学校（とのしょうちょうりつ てしましょうがっこう）は、香川県小豆郡土庄町にある公立の小学校。

## 概要

### 児童
- 全校児童 : 21人
  - 1年生 - 1人
  - 2年生 - 2人
  - 3年生 - 2人
  - 4年生 - 6人
  - 5年生 - 6人
  - 6年生 - 4人

2019年（令和元年）5月1日現在

### 教職員
- 教員 - 5人
- 職員 - 4人

2019年（令和元年）5月1日現在

## 沿革
- 1873年（明治6年）- 家浦小学校、甲生小学校、唐櫃小学校を設立する。
- 1970年（昭和45年）- 旧土庄町立豊島小学校、土庄町立唐櫃小学校を廃止し、土庄町立豊島小学校を設立する。
- 2001年（平成13年）- 豊島小学校が学校給食文部科学大臣表彰を受ける。
- 2016年（平成28年）4月1日 - 豊島中学校と併設し、施設一体型小中併設校として開設する。